# Wyspy Kirowa
Wyspy Kirowa (ros. Oстрова Кирова lub Aрхипелаг Сергея Кирова, archipelag Siergieja Kirowa) – grupa rosyjskich wysp arktycznych, znajdującą się na Morzu Karskim na północ od półwyspu Tajmyr. Największą wyspą w grupie jest Isaczenko (ros. Исаченко) o powierzchni 180,6 km².
Nazwę nadano po odkryciu siedmiu wysp archipelagu przez ekspedycję statku Małygin w 1935.